# Skil-Shimano/2006
Deze pagina geeft een overzicht van de wielerploeg Skil-Shimano in 2006.

## Algemeen
Sponsors: Shimano (fietsonderdelen), Skil
Ploegleiders: Rudie Kemna, Piet Hoekstra, Arend Scheppink
Fietsen: Koga Miyata

## Renners
| Naam                   | Geboortedatum | Nationaliteit | Ploeg 2005                 |
| ---------------------- | ------------- | ------------- | -------------------------- |
| Yoshiyuki Abe          | 15-08-1969    | Japan         |                            |
| David Deroo            | 11-03-1985    | Frankrijk     |                            |
| Yukihiro Doi           | 18-09-1983    | Japan         |                            |
| Floris Goesinnen       | 30-10-1983    | Nederland     | Van Vliet-EBH Advocaten    |
| Yoshimasa Hirose       | 21-10-1977    | Japan         |                            |
| Kenny van Hummel       | 30-09-1982    | Nederland     | Eurogifts.com              |
| Tomoya Kano            | 14-07-1973    | Japan         |                            |
| Sebastian Langeveld    | 17-01-1985    | Nederland     | Van Vliet-EBH Advocaten    |
| Jin Long               | 24-10-1983    | China         | beloften                   |
| Paul Martens           | 26-10-1983    | Duitsland     | beloften                   |
| Christoph Meschenmoser | 29-07-1983    | Duitsland     | beloften                   |
| Hidenori Nodera        | 07-06-1975    | Japan         |                            |
| Kaoru Ouchi            | 30-01-1978    | Japan         |                            |
| Rik Reinerink          | 21-05-1973    | Nederland     |                            |
| Piet Rooijakkers       | 16-08-1980    | Nederland     | AXA Pro-Cycling Team       |
| Masahiro Shinagawa     | 15-02-1982    | Japan         |                            |
| Maarten Tjallingii     | 05-11-1977    | Nederland     | Marco Polo Cycling Team    |
| Takamitu Tsuji         | 06-07-1981    | Japan         |                            |
| Aart Vierhouten        | 19-03-1970    | Nederland     | Davitamon-Lotto            |
| Arno Wallaard (†)      | 13-10-1979    | Nederland     | Bert Story-Piels           |
| René Weissinger        | 11-12-1978    | Duitsland     | Volksbank Leingrüber Ideal |
| Masamichi Yamamoto     | 04-08-1978    | Japan         |                            |
| Fang Xu                | 14-01-1984    | China         | beloften                   |

## Overwinningen
| GP Pino Cerami winnaar: Sebastian Langeveld Ronde van Bretagne 6e etappe: David Deroo Ronde van België 1e etappe: Maarten Tjallingii Eindklassement: Maarten Tjallingii | Ronde van Luxemburg 2e etappe: Paul Martens Ster Elektrotoer 1e etappe: Aart Vierhouten Noord-Nederland Tour winnaar: Aart Vierhouten | Ronde van het Qinghaimeer 1e etappe: René Weissinger 2e etappe: René Weissinger 7e etappe: Maarten Tjallingii Eindklassement: Maarten Tjallingii Ronde van Münsterland Eindklassement: Paul Martens |

## Teams

### Ronde van Oostenrijk
3 juli–9 juli
- 141.  Yukihiro Doi
- 142.  Floris Goesinnen
- 143.  Tomoya Kano
- 144.  Sebastian Langeveld
- 145.  Paul Martens
- 146.  Christoph Meschenmoser
- 147.  Hidenori Nodera
- 148.  Piet Rooijakkers

Mannen: 1999 · 2000 · 2001 · 2002 · 2003 · 2004 · 2005 · 2006 · 2007 · 2008 · 2009 · 2010 · 2011 · 2012 · 2013 · 2014 · 2015 · 2016 · 2017 · 2018 · 2019 · 2020 · 2021 · 2022 · 2023 · 2024 · 2025
Vrouwen: 2011 · 2012 · 2013 · 2014 · 2015 · 2016 · 2017 · 2018 · 2019 · 2020 · 2021 · 2022 · 2023 · 2024 · 2025